# 伊利諾伊州議會大廈
伊利諾伊州議會大廈（Illinois State Capitol）是美國伊利諾伊州議會的開會地點和伊利諾伊州政府的辦公場所，現在的伊利諾伊州議會大廈於1869年開始修建，在1889年竣工，是第六代建築，修建費用450萬美元。